# Jailene Maldonado
Jailene Maldonado (født 15. februar 1995) er en puertoricansk håndboldspiller, der spiller for klubben Fraikin Granollers. Hun er medlem af Puerto Ricos landshold. 
Hun deltog ved verdensmesterskabet i håndbold for kvinder i 2015 i Danmark.